# Krio (volk)
De Krio (ook wel Creoles) vormen een  bevolkingsgroep in Sierra Leone. De term Krio is een verbastering van het woord Creole, Engels voor Creool en is tevens de benaming voor hun moedertaal; Krio.
De meningen verschillen over het percentage dat de Krio tellen op de totale bevolking van Sierra Leone, maar in ieder geval minimaal 2% (ruim 120.000) tot 10% (ruim 600.000). Hun invloed op de samenleving is groter dan hun aantal in percentage van de totale bevolking. De Krio bewonen vooral de Western Area, het schiereiland waarop de hoofdstad Freetown ligt.

## Geschiedenis
De Creoolse bevolkingsgroep is ontstaan door een samensmelting van diverse bevolkingsgroepen die zich in Freetown vestigden gedurende de 18e en 19e eeuw. Dit waren voornamelijk gerepatrieerde slaven uit Londen, de Verenigde Staten, Jamaica en de Engelse Antillen en daarnaast bevrijde Afrikanen uit West- en Centraal-Afrika.

### De kolonisten
The Black Poor waren arme, vrijgelaten slaven uit Londen vergezeld door enkele blanken waaronder circa 40 vrouwen. Deze groep van circa 400 mensen was de eerste groep die zich in 1787 vestigde in The Province of Freedom - het schiereiland dat tegenwoordig The Western Area heet - en stichtten het dorp Granville Town. De groep kolonisten kreeg het zwaar te verduren van de Temne en de Mende, stammen die toen al in het gebied aan de kust woonden. Door aanvallen van de Temne en Mende en doordat men niet bestand was tegen de tropische ziekten, bezweek zeker de helft van de kolonisten binnen een jaar. Zij hebben voor zover bekend niet tot nauwelijks aandeel gehad in het vormen van de huidige Krio-samenleving.
The Black Loyalists waren Afro-Amerikaanse slaven die aan de zijde van de Engelsen vochten tijdens de Amerikaanse Revolutie. In ruil voor hun aandeel in de strijd zouden zij hun vrijheid krijgen en een eigen stuk land. Toen de Engelsen de oorlog verloren, kwamen zij hun belofte niet tot nauwelijks na; er bleek slechts beperkt land beschikbaar in Nova Scotia, Canada. 
Enkele leidende zwarte figuren kwamen met het idee om een nieuw bestaan in Afrika mogelijk te maken voor hun mensen. Onder leiding van de Engelse filantropen en abolitionisten Thomas Clarkson, Granville Sharp en William Wilberforce werd dit door de Sierra Leone Company gerealiseerd, zij waren eerder ook al betrokken bij de repatriatie van The Black Poor. In 1792 werd begonnen met de bouw van Freetown.
De Marrons uit Jamaica behoorden tot de Trelawney Town Maroons. Tot de uitbraak van de tweede marronoorlog hadden zij samen met de Accompong Maroons de Leeward Maroons gevormd. Nadat ze in 1796 de tweede marronoorlog van de Engelsen hadden verloren, werden ze naar Nova Scotia verbannen. Gewend aan het tropische klimaat van Jamaica, konden de marrons niet aarden in het gure Nova Scotia. De Sierra Leone Company bood ook hen uiteindelijk de mogelijkheid zich te vestigen in Sierra Leone. Op 1 oktober 1800 zetten zo'n 550 Jamaicaanse marrons voet aan land in Freetown.
De West-Indiërs behoorden veelal tot het Britse West-Indië Regiment dat werd ingezet in West-Afrika en dat had zijn hoogtepunt tussen 1819 en 1870. Deze soldaten moesten de plaats van blanke soldaten in het Royal African Corps innemen. De meeste van hen werden voor het Britse West-Indiëregiment gerekruteerd in de Verenigde Staten (vóór de Amerikaanse onafhankelijkheid), op Jamaica (zeker 194 man), Barbados en Trinidad. Vanaf 1808 werden ook bevrijde Afrikanen gerekruteerd. Al in 1819 waren vijf compagnieën (zo'n 1100 man) van het West Indian Regiment gestationeerd in Freetown (Harrev, 1987).
Een slavenopstand op Barbados in 1816 resulteerde in de deportatie van 85 veroordeelde slaven naar Freetown. Andere West-Indiërs kwamen gedurende de 19e eeuw vrijwillig om een nieuw leven te beginnen als missionarissen of onderwijzers.
In 1816 arriveerden 38 Afro-Amerikaanse emigranten in Freetown. Dit was een initiatief van Paul Cuffee, een succesvol eigenaar van een schip en tevens Quaker. Cuffee was zelf van gemengde Afro-Amerikaanse en Indiaanse afkomst en een voorvechter van de vrijheid en rechten van de zwarte bevolking van de Verenigde Staten. Hij was voorstander van de vestiging van vrijgelaten Amerikaanse slaven in Afrika en was van plan jaarlijks een reis naar Freetown te maken om kolonisten erheen te brengen en koopwaar mee terug naar de VS te nemen. Door zijn plotselinge dood in 1817 eindigde de verdere emigratie van Afro-Amerikanen naar Freetown.

### De bevrijde Afrikanen
De Liberated Africans of ‘bevrijde Afrikanen’ waren veruit de grootste groep kolonisten. Nadat de Engelsen de slavenhandel hadden verboden, patrouilleerden ze langs de West-Afrikaanse kust en onderschepten ze illegale slavenhalers. Dit duurde van 1808 tot 1863. De bevrijde Afrikanen werden onder meer in Freetown aan land gelaten. Deze nieuwkomers kwamen uit gebieden die strekten van het huidige Senegal tot Angola, maar waren voornamelijk Yoruba, Igbo, Akan/Twi en Gbe. Zoals de term al impliceert, hadden de bevrijde nieuwkomers in tegenstelling tot de kolonisten nooit in slavernij geleefd. Een overzicht van de etnische opmaak van Liberated Africans in Freetown, 1848: 
Velen (die van Yoruba en Igbo origine waren) reisden terug naar hun geboorteland (het huidige Nigeria) en werden daar Saro's genoemd.

### Eenwording
In het begin was er weinig interactie tussen de bevrijde Afrikanen en de kolonisten. De laatstgenoemden waren door slavernij verwesterd; hun sociale leven, eetgewoonten, kleding en het christendom getuigden daarvan. Ook de gemeenschappelijke kennis van het Engels – of op het Engels gebaseerde Creoolse talen - maakte dat de kolonisten een hechte en saamhorige samenleving vormden. Verondersteld kan worden dat de West-Indische militairen daar moeiteloos bij aansloten. De bevrijde Afrikanen daarentegen waren aan boord van slavenschepen bevrijd en hadden dus nooit in slavernij geleefd zoals de kolonisten. Zij hadden dan ook vrijwel geen weet van Westerse gebruiken en hielden er verschillende Afrikaanse talen, gewoonten en religies op na.
De bevolking van Freetown lag in 1812 op ongeveer 1917 (28 Europeanen, 100 bevrijde Afrikanen, 982 Afro-Amerikanen (onder meer uit Nova Scotia) en 807 Marrons) (Fyfe 1962: 114). De kolonisten werden echter al snel in aantal overtroffen door de bevrijde Afrikanen - het aantal kolonisten werd in 1820 op slechts 20% van de totale bevolking van de Province of Freedom geschat en op 33% in Freetown.
Een aantal factoren heeft meegespeeld in de samensmelting van de verschillende groepen. Ten eerste ontstond er na aankomst van de eerste bevrijde Afrikanen een tekort aan huisvesting. In eerste instantie stelde de toenmalige Gouverneur Kolonel Maxwell een leerlingschap in, waarbij de nieuwkomers in de kost gingen bij kolonisten en zich de Westerse gebruiken toe-eigenden. Sommige kolonisten adopteerden weeskinderen van overleden nieuwkomers die ze dan ook hun familienaam gaven. 
Vanaf 1810 werden ook steeds meer bevrijde Afrikanen gerekruteerd voor het Brits West-Indië Regiment dat gestationeerd was in Freetown, waarbij ze in contact kwamen met West-Indische militairen.
Ook gingen veel bevrijde Afrikanen vanaf 1830 werken als huisbedienden van de kolonisten.
Onder Gouverneur Charles MacCarthy groeide Freetown uit tot de modernste en meest ontwikkelde stad van West-Afrika. Zo werd Freetown de basis van de Britse vloot in Afrika, kwam er een kolenstation en een telegraafpost.
De grootste factor die leidde tot de samensmelting van de bevolking van Freetown was misschien wel het christendom. Gouverneur MacCarthy verzocht de leden van de Church Missionary Society van Freetown om van de nieuwkomers christenen te maken. Deze taak werd buitengewoon serieus en goed volbracht, de Anglicaanse waarden en normen zijn als geen ander doorgedrongen in de Creoolse cultuur. 
De nieuwkomers kregen Europese (christelijke) voor- en achternamen of namen deze aan en leerden door de interactie met de kolonisten tegelijkertijd Engels.
Men kan logischerwijs suggereren dat de bevrijde Afrikanen geen andere mogelijkheden hadden om verder te komen, dan door de Westerse normen en waarden en gebruiken aan te nemen, gezien het feit dat ze door hun diverse achtergronden allerlei kleine minderheden vormden en met hun eigen taal niet verder zouden komen in de nieuwe stad, vol mogelijkheden.
De groeiende gemeenschap gekerstende en goed onderwezen nieuwkomers floreerde in de handel en in het onderwijs en groeide in maatschappelijke status, bezegeld met gemengde huwelijken met kolonisten.
Het op den duur nadoen of soms zelfs willen overtreffen van de Westerse cultuur door de Creolen stootte één man in het bijzonder tegen het hoofd, Edward Wilmot Blyden, zelf geboren op Saint Thomas, een van de Amerikaanse Maagdeneilanden, als afstammeling van slaven. Hij deed veel stof opwaaien en opende het debat in de Krio-gemeenschap door zich openlijk te verzetten tegen de ongenuanceerde manier waarop de Krio’s Westerlingen nadeden. Hij stelde vast dat de Krio’s gede-Afrikaniseerd waren en berispte hen op het feit dat ze zich terughoudend opstelden tegenover de autochtone Sierra-Leoners en hij herinnerde de Krio’s eraan nooit te vergeten dat “jullie Afrikanen zijn”. Na de publicatie van zijn boek Christianity, Islam, and the Negro Race in 1887, begonnen sommige Krio’s onder invloed van Blyden ook Afrikaanse roepnamen (os nem) aan te nemen en traditionele Afrikaanse kleding te vervaardigen en te dragen.